# ダニエラ・ハンチュコバ
ダニエラ・ハンチュコバ（Daniela Hantuchová, 1983年4月23日 - ）は、スロバキア・ポプラト出身の女子プロテニス選手。身長181cm、62kg。右利き、バックハンド・ストロークは両手打ち。自己最高ランキングはシングルス5位、ダブルス5位。WTAツアーでシングルス7勝、ダブルスで9勝を挙げた。
姓に関する読みは各マスコミによって様々で、「ハンチェコバ」、「ハンチュコワ」、「ハンツコーワ」などと表記され、テニス中継を行うWOWOWでは「ハンチュコバ」、NHKでは「ハンツコーワ」が使われた。スロバキア語の発音では「ハントゥホバー」が近い。

## 来歴
1999年5月にプロ入り。2002年3月の「パシフィック・ライフ・オープン」でWTAツアー初優勝。決勝でマルチナ・ヒンギスを 6-3, 6-4 で下した。この年は女子テニス国別対抗戦・フェドカップでも、スロバキア・チームを初優勝に導いている。スペイン・チームとの決勝では、ハンチュコバはシングルス2試合とダブルス戦すべてに勝利した 。2002年ウィンブルドンから2003年全豪オープンまで、ハンチュコバは4大大会の女子シングルスに3大会連続でベスト8入りした。

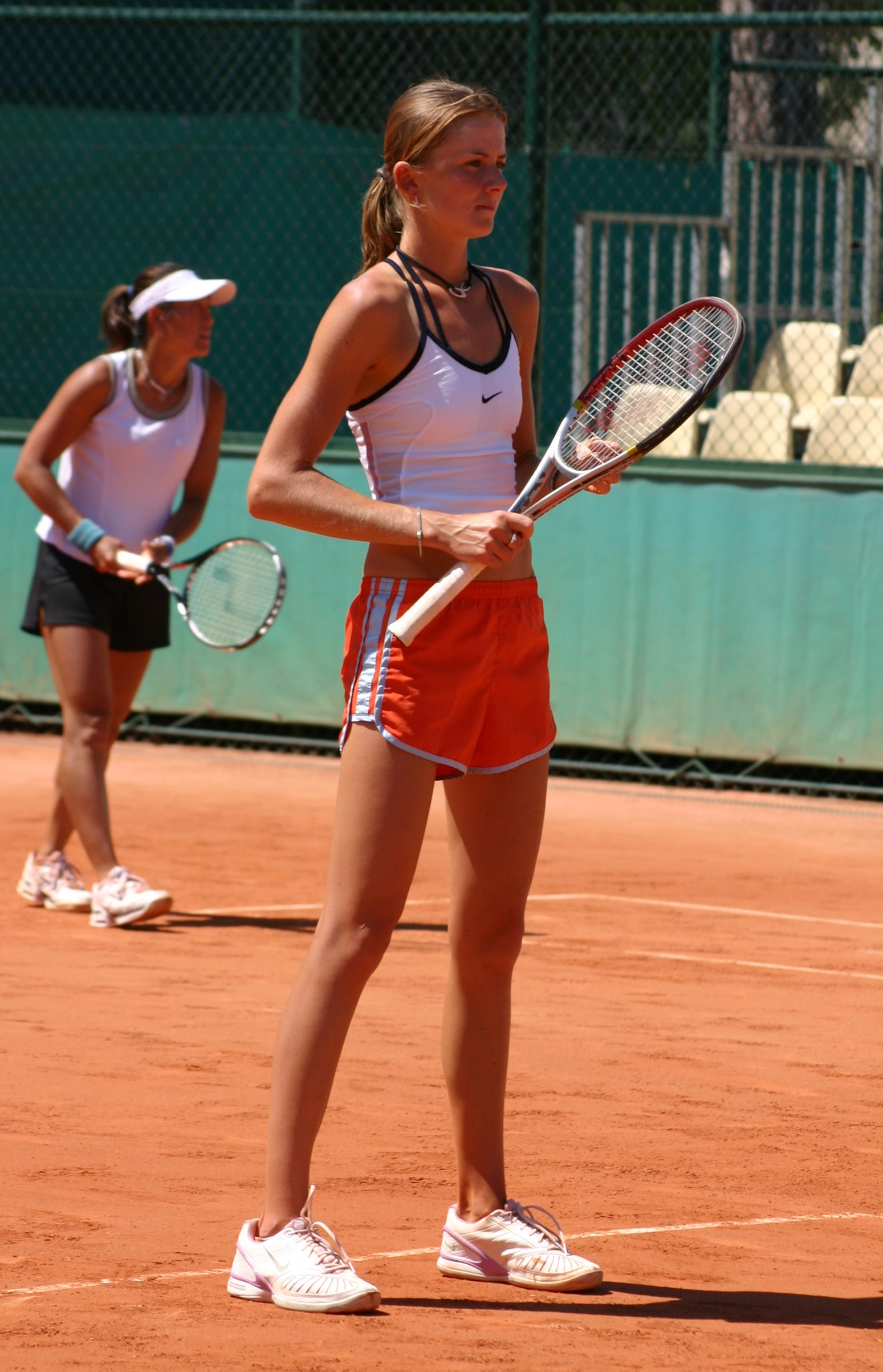
ハンチュコバと杉山愛

ダニエラ・ハンチュコバは2005年の全仏オープンとウィンブルドン、2006年の全豪オープンと全仏オープン女子ダブルスで、日本の杉山愛とペアを組んだ。2006年全仏オープンの女子ダブルス決勝で、ハンチュコバと杉山は第1シードのリサ・レイモンド（アメリカ）&サマンサ・ストーサー（オーストラリア）組に 3-6, 2-6 で敗れて準優勝した。
2007年3月、インディアンウェルズ・マスターズ決勝でスベトラーナ・クズネツォワを 6-3, 6-4 で破り、同大会で5年ぶり2度目の優勝を飾った。ハンチュコバの女子ツアー大会シングルス優勝も、これが5年ぶりの2勝目になる。2008年全豪オープンでは準々決勝でアグニエシュカ・ラドワンスカ（ポーランド）を破った後、続く準決勝でアナ・イバノビッチ（セルビア）に 6-0, 3-6, 4-6 の逆転で敗れ、初の決勝進出を逃した。それまでのハンチュコバは、4大大会女子シングルスではベスト8止まりの成績だったが、この大会で自己最高成績を更新したことになる。
2009年に杉山愛とのコンビを復活させ、全豪オープン女子ダブルスの決勝に進出。ビーナスとセリーナのウィリアムズ姉妹組に 3-6, 3-6 で敗れた。杉山は2009年度を最後に現役を引退し、杉山の現役最後のトーナメントは、9月末の東レ パン・パシフィック・オープン・テニストーナメントであったが、ここでもハンチュコバがダブルス・パートナーとなり、決勝まで勝ち進んだ。決勝ではアリサ・クレイバノワ（ロシア）&フランチェスカ・スキアボーネ（イタリア）組に敗れた。
2011年2月、パタヤ大会の決勝でサラ・エラニ（イタリア）を 6-0, 6-2 で破り4年ぶりのシングルス4勝目を挙げた。全仏オープンでは3回戦で第1シードのキャロライン・ウォズニアッキ（デンマーク）を 6-1, 6-3 で破る殊勲を挙げた。2012年のパタヤ大会の決勝でマリア・キリレンコ（ロシア）を 6–7(4), 6–3, 6–3 で破り連覇を果たした。2013年全米オープンでは11年ぶりにベスト8に進出した。
ハンチュコバは混合ダブルスにも強く、この部門では4大大会ですべてのタイトルを獲得し、通算4勝を挙げている。2005年に全仏オープンと全米オープンで混合ダブルスの年間2冠獲得を達成した。
2017年7月に34歳で現役を引退した。

## WTAツアー決勝進出結果

### シングルス: 16回 (7勝9敗)
| 大会グレード          | 大会グレード                 |
| 2008年以前            | 2009年以後                   |
| --------------------- | ---------------------------- |
| グランドスラム (0–0)  |                              |
| WTAファイナルズ (0–0) |                              |
| ティア I (2–1)        | プレミア・マンダトリー (0-0) |
| ティア I (2–1)        | プレミア5 (0-0)              |
| ティア II (1–4)       | プレミア (0–1)               |
| ティア III (0–1)      | インターナショナル (4–2)     |
| ティア IV ＆ V (0–0)  | インターナショナル (4–2)     |

| 結果   | No. | 決勝日         | 大会                 | サーフェス    | 対戦相手                         | スコア           |
| ------ | --- | -------------- | -------------------- | ------------- | -------------------------------- | ---------------- |
| 優勝   | 1.  | 2002年3月16日  | インディアンウェルズ | ハード        | マルチナ・ヒンギス               | 6–3, 6–4         |
| 準優勝 | 1.  | 2002年10月13日 | シュトゥットガルト   | ハード (室内) | キム・クライシュテルス           | 6–4, 3–6, 4–6    |
| 準優勝 | 2.  | 2004年6月19日  | イーストボーン       | 芝            | スベトラーナ・クズネツォワ       | 6–2, 6–7(2), 4–6 |
| 準優勝 | 3.  | 2005年8月14日  | ロサンゼルス         | ハード        | キム・クライシュテルス           | 4–6, 1–6         |
| 準優勝 | 4.  | 2006年10月22日 | チューリッヒ         | ハード (室内) | マリア・シャラポワ               | 1–6, 6–4, 3–6    |
| 優勝   | 2.  | 2007年3月17日  | インディアンウェルズ | ハード        | スベトラーナ・クズネツォワ       | 6–3, 6–4         |
| 準優勝 | 5.  | 2007年9月16日  | バリ                 | ハード        | リンゼイ・ダベンポート           | 4–6, 6–3, 2–6    |
| 準優勝 | 6.  | 2007年9月30日  | ルクセンブルク       | ハード (室内) | アナ・イバノビッチ               | 6–3, 4–6, 4–6    |
| 優勝   | 3.  | 2007年10月28日 | リンツ               | ハード (室内) | パティ・シュナイダー             | 6–4, 6–2         |
| 準優勝 | 7.  | 2010年3月7日   | モンテレイ           | ハード        | アナスタシア・パブリュチェンコワ | 6–1, 1–6, 0–6    |
| 優勝   | 4.  | 2011年2月13日  | パタヤ               | ハード        | サラ・エラニ                     | 6–0, 6–2         |
| 準優勝 | 8.  | 2011年6月13日  | バーミンガム         | 芝            | ザビーネ・リシキ                 | 3–6, 2–6         |
| 準優勝 | 9.  | 2012年1月7日   | ブリスベン           | ハード        | カイア・カネピ                   | 2–6, 1–6         |
| 優勝   | 5.  | 2012年2月12日  | パタヤ               | ハード        | マリア・キリレンコ               | 6–7(4), 6–3, 6–3 |
| 優勝   | 6.  | 2013年6月16日  | バーミンガム         | 芝            | ドナ・ベキッチ                   | 7–6(5), 6–4      |
| 優勝   | 7.  | 2015年2月15日  | パタヤ               | ハード        | アイラ・トムリャノビッチ         | 3–6, 6–3, 6–4    |

### ダブルス: 21回 (9勝12敗)
| 大会グレード          | 大会グレード                 |
| 2008年以前            | 2009年以後                   |
| --------------------- | ---------------------------- |
| グランドスラム (0–3)  |                              |
| WTAファイナルズ (0–0) |                              |
| ティア I (1–3)        | プレミア・マンダトリー (1-0) |
| ティア I (1–3)        | プレミア5 (0-2)              |
| ティア II (4–4)       | プレミア (0–0)               |
| ティア III (3–0)      | インターナショナル (0–0)     |
| ティア IV ＆ V (0–0)  | インターナショナル (0–0)     |

| 結果   | No. | 決勝日         | 大会                 | サーフェス    | パートナー                       | 対戦相手                                              | スコア              |
| ------ | --- | -------------- | -------------------- | ------------- | -------------------------------- | ----------------------------------------------------- | ------------------- |
| 優勝   | 1.  | 2000年10月29日 | ブラチスラヴァ       | ハード (室内) | カリナ・ハブスドバ               | ペトラ・マンデュラ パトリシア・ワーツシュ             | 不戦勝              |
| 優勝   | 2.  | 2001年10月28日 | ルクセンブルク       | ハード (室内) | エレーナ・ボビナ                 | ビアンカ・ラメード パティ・シュナイダー               | 6–3, 6–3            |
| 準優勝 | 1.  | 2002年1月27日  | 全豪オープン         | ハード        | アランチャ・サンチェス・ビカリオ | アンナ・クルニコワ マルチナ・ヒンギス                 | 2–6, 7–6(4), 1–6    |
| 優勝   | 3.  | 2002年4月14日  | アメリアアイランド   | クレー        | アランチャ・サンチェス・ビカリオ | マリア・エミリア・サレルニ アサ・スベンソン           | 6–4, 6–2            |
| 準優勝 | 2.  | 2002年5月5日   | ハンブルク           | クレー        | アランチャ・サンチェス・ビカリオ | マルチナ・ヒンギス バルバラ・シェット                 | 1–6, 1–6            |
| 準優勝 | 3.  | 2002年5月12日  | ベルリン             | クレー        | アランチャ・サンチェス・ビカリオ | エレーナ・デメンチェワ ヤネッテ・フサロバ             | 6–0, 6–7(3), 2–6    |
| 準優勝 | 4.  | 2002年8月4日   | サンディアゴ         | ハード        | 杉山愛                           | エレーナ・デメンチェワ ヤネッテ・フサロバ             | 2–6, 4–6            |
| 準優勝 | 5.  | 2002年8月11日  | ロサンゼルス         | ハード        | 杉山愛                           | キム・クライシュテルス エレナ・ドキッチ               | 3–6, 3–6            |
| 優勝   | 4.  | 2002年8月24日  | ニューヘイブン       | ハード        | アランチャ・サンチェス・ビカリオ | タチアナ・ガルビン ヤネッテ・フサロバ                 | 6–3, 1–6, 7–5       |
| 優勝   | 5.  | 2005年6月12日  | バーミンガム         | 芝            | 杉山愛                           | エレニ・ダニリドゥ ジェニファー・ラッセル             | 6–2, 6–3            |
| 準優勝 | 6.  | 2005年8月7日   | サンディアゴ         | ハード        | 杉山愛                           | コンチタ・マルティネス ビルヒニア・ルアノ・パスクアル | 7–6(7), 1–6, 5–7    |
| 優勝   | 6.  | 2005年10月9日  | フィルダーシュタット | ハード (室内) | アナスタシア・ミスキナ           | クベタ・ペシュケ フランチェスカ・スキアボーネ         | 6–0, 3–6, 7–5       |
| 準優勝 | 7.  | 2005年10月23日 | チューリッヒ         | ハード (室内) | 杉山愛                           | カーラ・ブラック レネ・スタブス                       | 7–6(6), 6–7(4), 3–6 |
| 優勝   | 7.  | 2006年3月4日   | ドーハ               | ハード        | 杉山愛                           | 李婷 孫甜甜                                           | 6–4, 6–4            |
| 優勝   | 8.  | 2006年5月21日  | ローマ               | クレー        | 杉山愛                           | クベタ・ペシュケ フランチェスカ・スキアボーネ         | 3–6, 6–3, 6–1       |
| 準優勝 | 8.  | 2006年6月10日  | 全仏オープン         | クレー        | 杉山愛                           | リサ・レイモンド サマンサ・ストーサー                 | 3–6, 2–6            |
| 準優勝 | 9.  | 2006年8月13日  | ロサンゼルス         | ハード        | 杉山愛                           | ビルヒニア・ルアノ・パスクアル パオラ・スアレス       | 3–6, 4–6            |
| 準優勝 | 10. | 2009年1月30日  | 全豪オープン         | ハード        | 杉山愛                           | セリーナ・ウィリアムズ ビーナス・ウィリアムズ         | 3–6, 3–6            |
| 準優勝 | 11. | 2009年5月9日   | ローマ               | クレー        | 杉山愛                           | 謝淑薇 彭帥                                           | 5–7, 6–7(5)         |
| 準優勝 | 12. | 2009年10月3日  | 東京                 | ハード        | 杉山愛                           | アリサ・クレイバノワ フランチェスカ・スキアボーネ     | 4–6, 2–6            |
| 優勝   | 9.  | 2011年4月3日   | マイアミ             | ハード        | アグニエシュカ・ラドワンスカ     | リーゼル・フーバー ナディア・ペトロワ                 | 7–6(5), 2–6, [10–8] |

## 4大大会ダブルス優勝
- 全豪オープン 混合ダブルス：1勝（2002年） ［パートナー：ケビン・ウリエット］
- 全仏オープン 混合ダブルス：1勝（2005年） ［パートナー：ファブリス・サントロ］
- ウィンブルドン 混合ダブルス：1勝（2001年） ［パートナー：レオシュ・フリードル］
- 全米オープン 混合ダブルス：1勝（2005年） ［パートナー：マヘシュ・ブパシ］

## 4大大会シングルス成績
略語の説明
| W | F | SF | QF | #R | RR | Q# | LQ | A | Z# | PO | G | S | B | NMS | P | NH |

W=優勝, F=準優勝, SF=ベスト4, QF=ベスト8, #R=#回戦敗退, RR=ラウンドロビン敗退, Q#=予選#回戦敗退, LQ=予選敗退, A=大会不参加, Z#=デビスカップ/BJKカップ地域ゾーン, PO=デビスカップ/BJKカッププレーオフ, G=オリンピック金メダル, S=オリンピック銀メダル, B=オリンピック銅メダル, NMS=マスターズシリーズから降格, P=開催延期, NH=開催なし.
| 大会           | 2000 | 2001 | 2002 | 2003 | 2004 | 2005 | 2006 | 2007 | 2008 | 2009 | 2010 | 2011 | 2012 | 2013 | 2014 | 2015 | 2016 | 2017 | 通算成績 |
| -------------- | ---- | ---- | ---- | ---- | ---- | ---- | ---- | ---- | ---- | ---- | ---- | ---- | ---- | ---- | ---- | ---- | ---- | ---- | -------- |
| 全豪オープン   | LQ   | 1R   | 3R   | QF   | 2R   | 3R   | 4R   | 4R   | SF   | 3R   | 3R   | 1R   | 3R   | 1R   | 3R   | 2R   | 1R   | LQ   | 29–16    |
| 全仏オープン   | A    | 2R   | 4R   | 2R   | 1R   | 3R   | 4R   | 3R   | A    | 1R   | 4R   | 4R   | A    | 1R   | 3R   | 1R   | 1R   | A    | 20–14    |
| ウィンブルドン | LQ   | 2R   | QF   | 2R   | 3R   | 3R   | 4R   | 4R   | 2R   | 4R   | 2R   | 3R   | 1R   | 1R   | 1R   | 2R   | 1R   | A    | 23–16    |
| 全米オープン   | LQ   | 1R   | QF   | 3R   | 3R   | 3R   | 2R   | 1R   | 1R   | 4R   | 3R   | 1R   | 1R   | QF   | 2R   | 1R   | A    | A    | 21–15    |

※: 2004年ウィンブルドン2回戦の不戦勝は通算成績に含まない